# Rhadinus socotrae
Rhadinus socotrae là một loài ruồi trong họ Asilidae. Rhadinus socotrae được Geller-Grimm miêu tả năm 2002. Loài này phân bố ở vùng Cổ Bắc giới và nhiệt đới châu Phi.